# Ostrowce (Sadowo)
Ostrowce –  część wsi Sadowo w Polsce położona w województwie mazowieckim, w powiecie sochaczewskim, w gminie Iłów.
W latach 1975–1998 miejscowość administracyjnie należała do województwa płockiego.
W miejscowości zachowany park podworski.